# Dissotis mahonii
Dissotis mahonii es una especie de planta fanerógama  pertenecientes a la familia Melastomataceae. Es originaria del África tropical.

## Taxonomía
Dissotis mahonii fue descrita por Joseph Dalton Hooker  y publicado en Bot. Mag. 129: t. 7896. 1903
Etimología
Dissotis: nombre genérico que deriva de las palabras griegas: dissos, lo que significa "doble". Esto se refiere a los dos tipos de anteras que es una característica de este género.
mahonii: epíteto otorgado en honor del botánico Stephen Elliott. 